# Utah Starzz

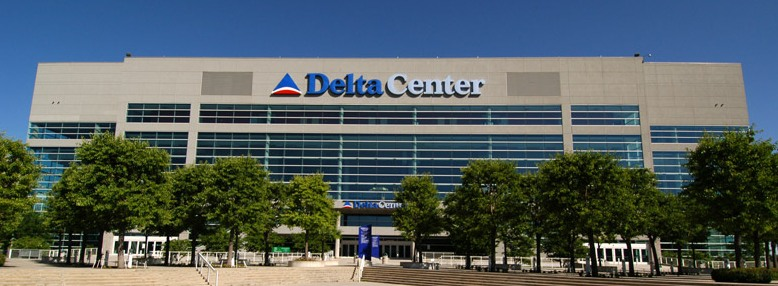
Utah Starzz hemmaarena Delta Center.

Utah Starzz, som grundades 1997 och upplöstes 2002, var en basketklubb i Salt Lake City i Utah som spelade i damligan WNBA mellan säsongerna 1997 och 2002 och var ett av de åtta originallagen i WNBA. Laget spelade sina hemmamatcher i Delta Center och var ett så kallat systerlag till NBA-laget Utah Jazz. Utah Starzz var döpt efter det gamla American Basketball Association-laget Utah Stars, men med zz i slutet för att visa sin koppling till Utah Jazz.

## Historia

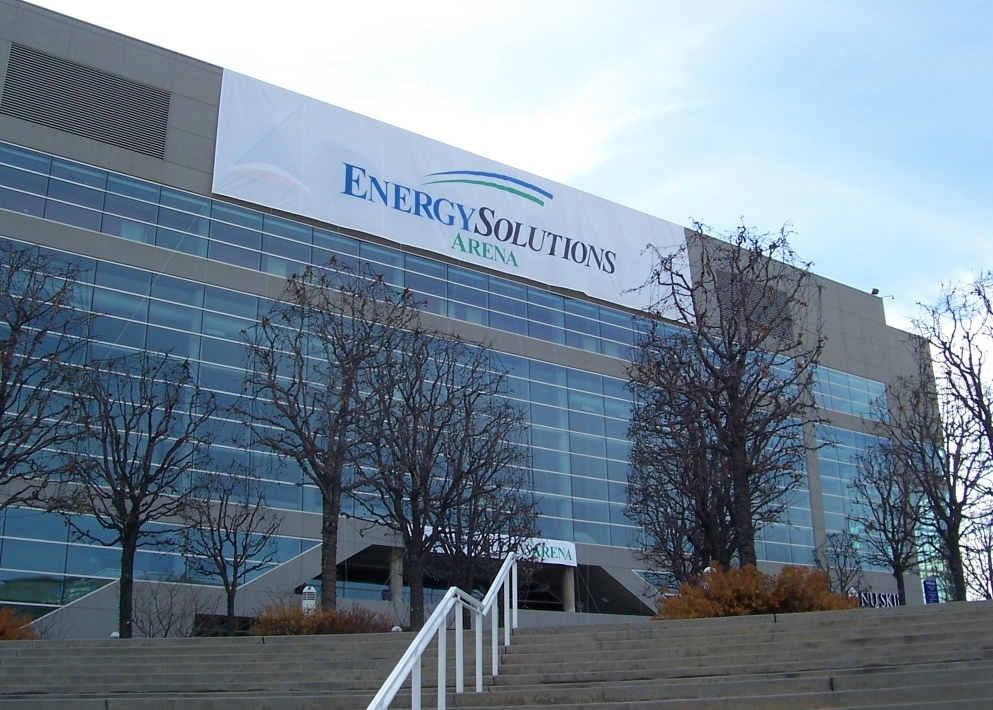
Vivint Smart Home Arena som arenan heter nu.

Som ett av de åtta originallagen i WNBA lyckades Utah Starzz aldrig nå samma framgångar som deras motsvarighet i NBA, Utah Jazz. Utan under premiärsäsongen 1997 var Starzz det sämsta laget av alla i ligaspelet. Deras första match spelades den 21 juni hemma mot Sacramento Monarchs som vann matchen med 70-60. Totalt förlorade Starzz 21 av de 28 matcherna under året, vilket skulle visa sig bli det sämsta för Starzz i WNBA. Inte förrän säsongen 2001 skulle Starzz lyckas ta sig till sitt första slutspel, där de förlorade i första omgången mot Sacramento med 1-2 i matcher. Säsongen 2002 skulle bli Starzz bästa, både under ligaspelet, de vann 20 matcher och slutade trea i den västra konferensen, och i slutspelet, där de gick fram till konferensfinal mot de blivande mästarna Los Angeles Sparks som vann med 2-0 i matcher. Lagets sista match spelades således borta mot Los Angeles den 24 augusti 2002 och förlorades med 77-103.
Efter säsongen 2002 sålde NBA alla WNBA-lag till nya ägare. Utah Starzz ägare, som även ägde Utah Jazz, meddelade att han inte längre var intresserad av att behålla laget, så Starzz började att letade efter nya lokala potentiella köpare men kunde inte hitta någon som var intresserad. Men laget undvek att upplösas helt då det den 5 december 2002 meddelades att Utah Starzz hade köpts av Spurs Sport & Entertainment och att Starzz omedelbart skulle flyttas till San Antonio i Texas.